# Уикипедия на кримскотатарски език
Уикипедия на кримскотатарски език (на кримскотатарски: Qırımtatar Vikipediyası, Къырымтатар Википедиясы) е раздел на кримскотатарски език в Уикипедия.
На 23 март 2025 г. разделът на кримскотатарски език съдържа 28 541 статии. Регистрирани са 34 155 редактори, от тях 40 са били активни през последните 30 дни, 2 редактори имат статут на администратор. Общият брой на редакциите е 233 121.

## История
На 20 септември 2006 г. се пуска заявка за създаване на раздела в Уикиинкубатор. Инициатор на този проект е Александър Горяинов, който живее в Москва, който макар да не е кримски татар по етнически произход, владее на добро ниво кримскотатарски език.
Разделът стартира в Уикипедия на 12 януари 2008 г. Към 21 януари 2008 г. броят на редакторите е 66, а броят на статиите достига 557. Статиите публикувани на латиница, приета по време на Курултай II на кримскотатарския народ.
През февруари 2018 г. стартира услуга за смяна на текста между кирилица и латиница.